# Motor War Car

Motor War Car. 1902

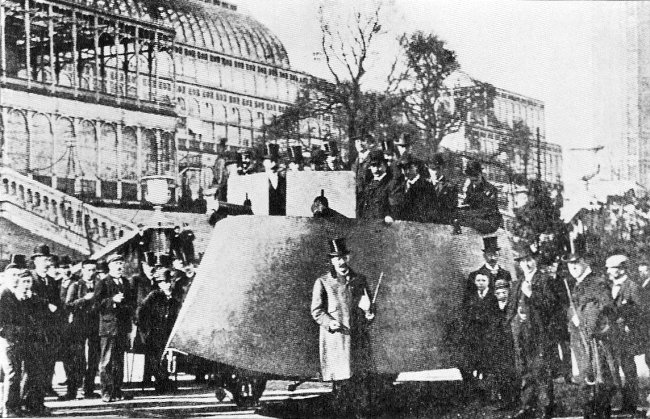
Панцирник на виставці у Лондоні. 1902

Панцирник Motor War Car був першим у світі прототипом панцирника з 4-особовим екіпажем. За проектом Фредеріка Річарда Сіммса її збудували у квітні 1902 на заводі Vickers Son & Maxim. До цього Сіммс збудував перший у світі озброєний транспортний засіб з двигуном внутрішнього згорання Motor Scout.
На панцирник Motor War Car встановили мотор Daimler потужністю 16 к.с. з приводом на задні колеса, 6 мм панцирні листи компанії Vickers Limited висотою 45 см. Він розвивав швидкість 14 км/год. Пневматичні  ґумові опони коліс вкривала металева сітка. Водій керував панцирником за допомогою системи дзеркал, що давала обмежену панораму поверхні дороги. Озброєння складалось з кулеметів Vickers (окремі дослідники наводять 37-мм (однофунтову) гармату). Їх планували розміщувати у двох обертових баштах спереду і ззаду панцирника, чи встановлювати ззаду два кулемета з щитами і один спереду. Єдиний екземляр панцирника виставили у квітні 1902 на виставці у Кришталевому палаці Лондона.